# 狩野泰光
狩野 泰光（かのう やすみつ）は戦国時代の武将。後北条氏家臣。北条氏康の代から仕えたとされ、史料等によってはその1字を与えられたとみられる｢康光｣（読み同じ）の表記もみられる。

## 生涯
狩野介と同じ一族のうち、北条家当主に近侍する系統の出身と思われる。
浩治元年（1555年）に史料から確認されており、この時期に石巻家貞と共に評定衆を務めており、北条家の評定衆は御馬廻衆のうちで家老となった者から選出されるため、泰光もその立場にあったと思われる。
『北条氏所領役帳』には御馬廻衆として513貫430文の知行高が記されている。
永禄11年（1568年）2月までは評定衆としての活動が確認されるが、永禄12年11月までの間に出家して一庵宗円を名乗り、北条氏照の家老へと転身した。また、泰光は氏照の奉行人である狩野一庵宗円と同一人物であることが明らかとなっている。
宗円は泰光が記録から見られなくなる永禄11年の翌12年11月から氏照の奉行人としての活動が確認でき、天正18年（1590年）の小田原征伐の際に八王子城で自害している。